# Boss w spódnicy
Boss w spódnicy lub Mysz domowa (fr. Une souris chez les hommes lub Un drôle de caïd) – francuska komedia z 1964 z udziałem Louisa de Funesa.

## Fabuła
Francis i Marcel uważani są przez wszystkich za zwykłych, nie wyróżniających się niczym szczególnym panów. W rzeczywistości obaj są włamywaczami i od czasu do czasu dokonują niewielkich kradzieży. Podczas jednego ze swoich "występów" zostają przyłapani przez Lucille. Sprytna dziewczyna zgadza się ich nie wydawać pod warunkiem, że zostanie ich szefem.

## Obsada
- Louis de Funès – Marcel Ravelais
- Maurice Biraud – Francis Blanche
- Dany Saval – Lucille Baillet
- Dany Carrel – Sylvie Blanchet, żona Francisa
- Maria Pacôme – ciotka Emma
- Dora Doll – Catherine
- Robert Manuel – Léon Dufour
- Gérard Lartigau – Lucky
- Madeleine Clervanne – pani Laurent, gospodyni Francisa
- Jean Lefebvre – strażnik w domu towarowym
- André Badin – strażnik w domu towarowym
- Evelyne Dassas – Mireille
- Claude Pieplu – inspektor policji
- Jacques Legras – inspektor policji
- Jacques Dynam – właściciel kawiarni

i inni